# Penumbra (telenovela)
Penumbra é uma telenovela mexicana, produzida pela Televisa e exibida em 1962 pelo Telesistema Mexicano.

## Elenco
- Silvia Derbez
- Roberto Cañedo
- Azucena Rodríguez
- Antonio de Hud